# シルキーズ
シルキーズ（Silky's / SILKY'S）は、株式会社エルフがかつて運営していたアダルトゲームブランドである。
1992年に『48夜物語』でデビューし、『河原崎家の一族』や『野々村病院の人々』のヒットで一躍注目を集めた時期を経て1996年に一旦活動を休止した後、2001年に活動を再開した。しかし、2014年6月17日にはエルフとの開発陣がシルキーズプラスとして独立した。それに伴い、同年7月31日には同年8月31日で公式サイトを閉鎖すると同サイト上で発表した。
2014年9月1日にはユーザーサポートとお問い合わせだけを残し、公式サイトを閉鎖した。
2016年3月1日、同月末日を以てサイトを終了すると発表し。4月1日付でユーザーサポートとお問い合わせのサイトを閉鎖した。

## 作品一覧
第1期の作品には、エルフブランドでWindows移植版が販売されたり、DMMよりダウンロード販売されているものもある。なお、2014年の閉鎖直前時点のシルキーズ公式サイトやDMM公式サイトでは、2001年以降の作品しか紹介されていない。
「DL」の付いている作品はダウンロード販売されたもの。

### 第1期（1992年 - 1996年）
- 1992年8月21日 - 48夜物語
- 1992年9月17日 - PREMIUM
- 1992年11月20日 - イクイクパッ君
- 1993年1月28日 - PREMIUM II
- 1993年3月18日 - MARINE BUSTER
- 1993年6月25日 - Oh! Pai!
- 1993年10月21日 - CRESCENT
- 1993年12月22日 - 河原崎家の一族（DOS版。エルフよりWindows版が発売） DL
- 1994年4月28日 - REIRA
- 1994年6月30日 - 野々村病院の人々（DOS版。エルフよりWindows版が発売） DL
- 1994年9月30日 - 愛姉妹 二人の果実（DOS版。エルフよりWindows版が発売） DL
- 1994年11月30日 - Birth Days（バース・デイズ）
- 1995年4月14日 - 失われた楽園
- 1995年5月26日 - 恋姫 〜Mystic Princess〜（DOS版。エルフよりWindows版が発売）
- 1995年6月30日 - メビウスロイド
- 1995年9月29日 - Figure 〜奪われた放課後〜
- 1995年11月30日 - JACK 〜背徳の女神〜
- 1995年12月22日 - フェルミオン 〜未来からの訪問者〜
- 1996年2月9日 - バレンタイン・キッス 〜バースデイズ2〜
- 1996年8月30日 - ビ・ヨンド 〜黒大将に見られてる〜（DOS版。エルフよりWindows版が発売）

### 第2期（2001年 - 2014年）
- 2001年2月23日 - flutter of birds 〜鳥達の羽ばたき〜 DL
- 2001年7月27日 - 愛しの言霊
- 2001年10月26日 - 奴隷介護 DL
- 2001年12月14日 - Sweet 〜半熟な天使たち〜
- 2002年2月22日 - flutter of birds II 〜天使たちの翼〜
- 2002年5月31日 - 肢体を洗う DL
- 2002年10月25日 - 女系家族 DL
- 2003年2月28日 - 肉体転移 DL
- 2004年3月26日 - 愛姉妹・蕾 …汚してください DL
- 2005年4月28日 - 女系家族 〜淫謀〜 DL
- 2005年11月18日 - 愛のチカラ
- 2006年5月26日 - 愛のカタチ 〜エッチな女のコは嫌い…ですか?〜
- 2006年10月27日 - 愛姉妹 〜どっちにするの!!〜
- 2007年2月23日 - 姫騎士アンジェリカ 〜あなたって、本当に最低の屑だわ!〜 DL
- 2008年12月19日 - 学園催眠隷奴 〜さっきまで、大嫌いだったはずなのに〜 DL
- 2010年5月28日 - 風紀委員長 聖薇 〜あなたなんて大嫌い、死ねばいいのに〜
- 2011年8月26日 - 姫騎士オリヴィア 〜へ、変態、この変態男!少しは恥を知りなさい!〜
- 2012年5月25日 - ベロちゅー!〜コスプレメイドをエロメロしちゃう魔法の舌戯〜 DL
- 2012年11月22日 - 女系家族III 〜秘密HIMITSU卑蜜〜 DL
- 2013年11月29日 - SEXティーチャー剛史 〜純情乙女が濡らしちゃう秘密の性感授業〜
- 2014年5月30日 - 愛姉妹IV 悔しくて気持ち良かったなんて言えない DL